# Guillermo Gutiérrez (Leichtathlet)
Guillermo Gutiérrez (* 3. Mai 1927) ist ein ehemaliger venezolanischer Sprinter.
Bei den Olympischen Spielen 1952 in Helsinki erreichte er über 400 m das Halbfinale und schied über 100 m im Vorlauf aus.
1955 gewann er bei den Panamerikanischen Spielen in Mexiko-Stadt Silber in der 4-mal-100-Meter-Staffel und Bronze in der 4-mal-400-Meter-Staffel.